# Znělá postalveolární afrikáta
Znělá alveolární afrikáta je souhláska, která se vyskytuje v mnoha jazycích. V mezinárodní fonetické abecedě se označuje symbolem dʒ, pro zdůraznění současné artikulace lze zapsat s ligaturou d͡ʒ, číselné označení IPA je 103 (135), ekvivalentním symbolem v SAMPA je dZ.

## Charakteristika
- Způsob artikulace: polotřená souhláska (afrikáta). Vytváří se současnou artikulací dvou hlásek – [d]/[ɟ] a [ʒ]. Nejprve se vytvoří krátká uzávěra (okluze), která je vzápětí uvolněna. Vzduch poté proudí úžinou (konstrikce), která se staví do proudu vzduchu, čímž vzniká šum.
- Místo artikulace: zadodásňová souhláska (postalveolára), částečně palatizovaná (palatizace). Úžina se vytváří mezi jazykem a dásňovým obloukem a částečně i tvrdým patrem.
- Znělost: znělá souhláska – při artikulaci hlasivky kmitají. Neznělým protějškem je t͡ʃ.
- Ústní souhláska – vzduch prochází při artikulaci ústní dutinou.
- Středová souhláska – vzduch proudí převážně přes střed jazyka spíše než přes jeho boky.
- Pulmonická egresivní hláska – vzduch je při artikulaci vytlačován z plic.

## V češtině
V češtině se tato hláska zaznamenává spřežkou Dž, dž.
Jako samostatný foném se /dž/ v domácích slovech vyskytuje výjimečně, např. ve slově džbán, obvykle se jedná o znělou realizaci (alofon) psaného /č/, např. ve slově léčba. Jako d͡ʒ se může vyslovovat i spojení psaného /d/ a /ž/, např. ve slově Bydžov [ˈbɪ.d͡ʒof], v pečlivé výslovnosti se však obě hlásky raději vyslovují odděleně: [ˈbɪd.ʒof].
Nejčastěji se /dž/ používá při počeštěném psaní přejatých slov, např. džem, džez (angl. jam, jazz).